# Corporació de Radiodifusió de Niue
La Corporació de Radiodifusió de Niue (en anglés, Broadcasting Corporation of Niue, BCN) és l'entitat pública encarregada de la radiotelevisió a Niue, illa del Pacífic Sud. Actualment, opera Television Niue i Radio Sunshine. Les instal·lacions de la BCN es troben a la capital, Alofi. Trevor Tiakia era el director general actual de la corporació l'estiu del 2024.

## Història
Tot i que la BCN com a tal es va fundar formalment el 1989, la precursora de l'entitat fou la ràdio en els anys 1960. Amb el temps es va introduir el servei de televisió.

### Ràdio
La ràdio a Niue va començar amb la creació de Radio Sunshine (ZK2ZN) als anys 1960 com una manera econòmica i efectiva de mantenir la gent informada.
En els primers anys, l'estudi d'emissió estava equipat amb pocs recursos (mig mesclador Gates, dos micròfons AKG, un receptor recuperat d'un vaixell pesquer japonés que va encallar, un gravador de cinta i un rellotge). A més, el Departament de Telecomunicacions havia de cedir el transmissor en determinats moments del dia.
El 1972, el govern de Niue va adquirir el seu propi transmissor de radiodifusió AM amb una potència d'eixida de 250 watts. L'antena, d'uns 61 m d'alçada, la va muntar un equip de tècnics de Radio New Zealand.
No molt després de la instal·lació del transmissor, Radio Sunshine es va traslladar d'una sala de 2 x 2,4 metres a un edifici renovat que exercia, en certa manera, de centre emissor amb un estudi d'emissió en directe i un estudi de producció i enregistrament, amb espai per a un personal de cinc persones.
Gràcies a l'ajuda del govern australià, es va construir un estudi permanent a Fonuakula que es va inaugurar oficialment el 19 d'octubre de 1995.

### Televisió
El 1990, Television Niue (TV Niue) va introduir la televisió analògica al país, inicialment emetia durant unes poques hores al dia. La televisió a Niue va començar amb John Bliss, un nord-americà que va obtenir permís del govern de Niue per establir un sistema de televisió per cable conegut com a Bliss Cablevision. Bliss va començar amb una antena parabòlica de 7 metres des de Nelson, Nova Zelanda, i la major part de la programació consistia en pel·lícules antigues de Hollywood del canal Nostalgia.
Encara que es van intentar introduir continguts locals, no van tenir molt d'èxit. A mesura que Bliss expandia el seu sistema per l'illa, la cadena neozelandesa TVNZ que emetia al Pacífic va començar a mostrar més interés a oferir un canal de televisió terrestre gratuït. El govern de Niue va comprar tot l'equip de Bliss i, amb l'ajuda de la TVNZ, es van adquirir més equips nous, la qual cosa va dur a la creació de la Corporació de Radiodifusió de Niue, que seria responsable de TV Niue, Radio Sunshine i la publicació NiuExpress.
L'any 1988 el govern de Niue va començar a emetre imatges per satèl·lit i durant el 1989 van dur a terme un servei de televisió en proves experimentals.
Quan BCN va iniciar oficialment les emissions de TV Niue el 1990, es va instal·lar una nova antena parabòlica capaç de rebre notícies nocturnes directament de la TVNZ i altres programes que BCN tenia drets per a retransmetre. La major part de la programació estava en cintes S-VHS que arribaven per transport aeri cada setmana, amb aproximadament entre 4 i 5 hores de televisió cada nit de dilluns a dissabte. Els diumenges hi solia haver una emissió en directe de notícies i una pel·lícula. Una vegada els programes ja s'havien emés, les cintes es retornaven a Nova Zelanda.
El 2016, la corporació va anunciar plans d'expansió per a oferir més d'un canal i el canvi del sistema analògic al digital.